# 开元寺 (正定)
38°08′22″N 114°33′54″E / 38.139518°N 114.565113°E
正定开元寺位于河北省正定县老城内，为汉传佛教寺院，现存唐代建筑遗存须弥塔和钟楼。是全国重点文物保护单位。

## 历史沿革
寺院始建于东魏兴和二年（540年），原名“净观寺”。隋开皇十一年（591年）改名“解慧寺”，武周时期的天授元年（690年）改“大云寺”，到唐开元二十六年（738年）改名为开元寺并沿用。据寺内保存的唐大历十二年《解慧寺三门楼赞并序》记载，当时寺内有石柱三门楼、雁塔和法船正殿。晚唐时在正殿前东侧增建钟楼。北宋大观年间（1107—1110年）重修三门楼，刻记其事于门楼石柱上。明、清相继建起天王殿、伽蓝殿、给孤堂等建筑。20世纪歷经破坏，仅存须弥塔、钟楼以及法船正殿等遗址。1988年，被中华人民共和国国务院列入第三批全国重点文物保护单位名单。

## 建筑遗存
开元寺的主殿在后，塔与钟楼在殿前左右对峙。这种布局是唐代寺院从以佛塔为中心向以殿阁为中心过渡的珍贵实例。

### 须弥塔
须弥塔位于法船殿遗址前西侧，始建于唐贞观十年（636年），为九级密檐式方塔，高42.6米，外形具有明显的唐塔风格，类似西安大雁塔，且年代比大雁塔早16年。

### 钟楼
钟楼与须弥塔相对，是中国现存唯一的唐代钟楼。钟楼为两层楼阁式建筑，高14米，平面呈四方形，面阔和进深各三间，青瓦重檐歇山顶。梁思成在《中国建筑史》中认为“外檐下层似为金元样式，上层则清代所修”。楼上所悬铜钟也是唐代遗物。

### 赑屃
寺院东南处有一处巨型石雕赑屃，长8.4米，宽3.2米，高2.6米，重达107吨，被誉为“天下第一赑屃”。是五代文物，2000年在正定城内出土并放置于此。

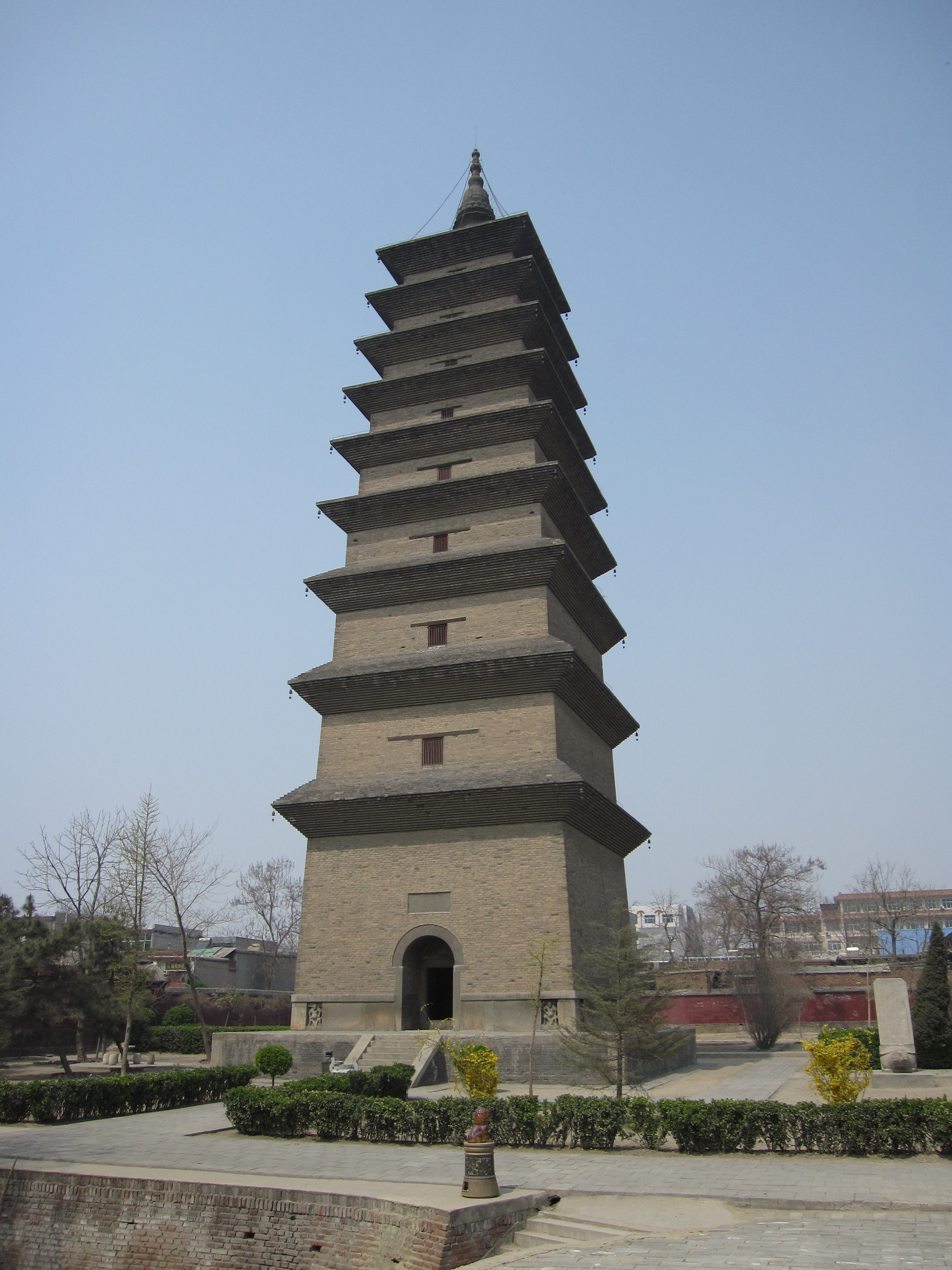
须弥塔
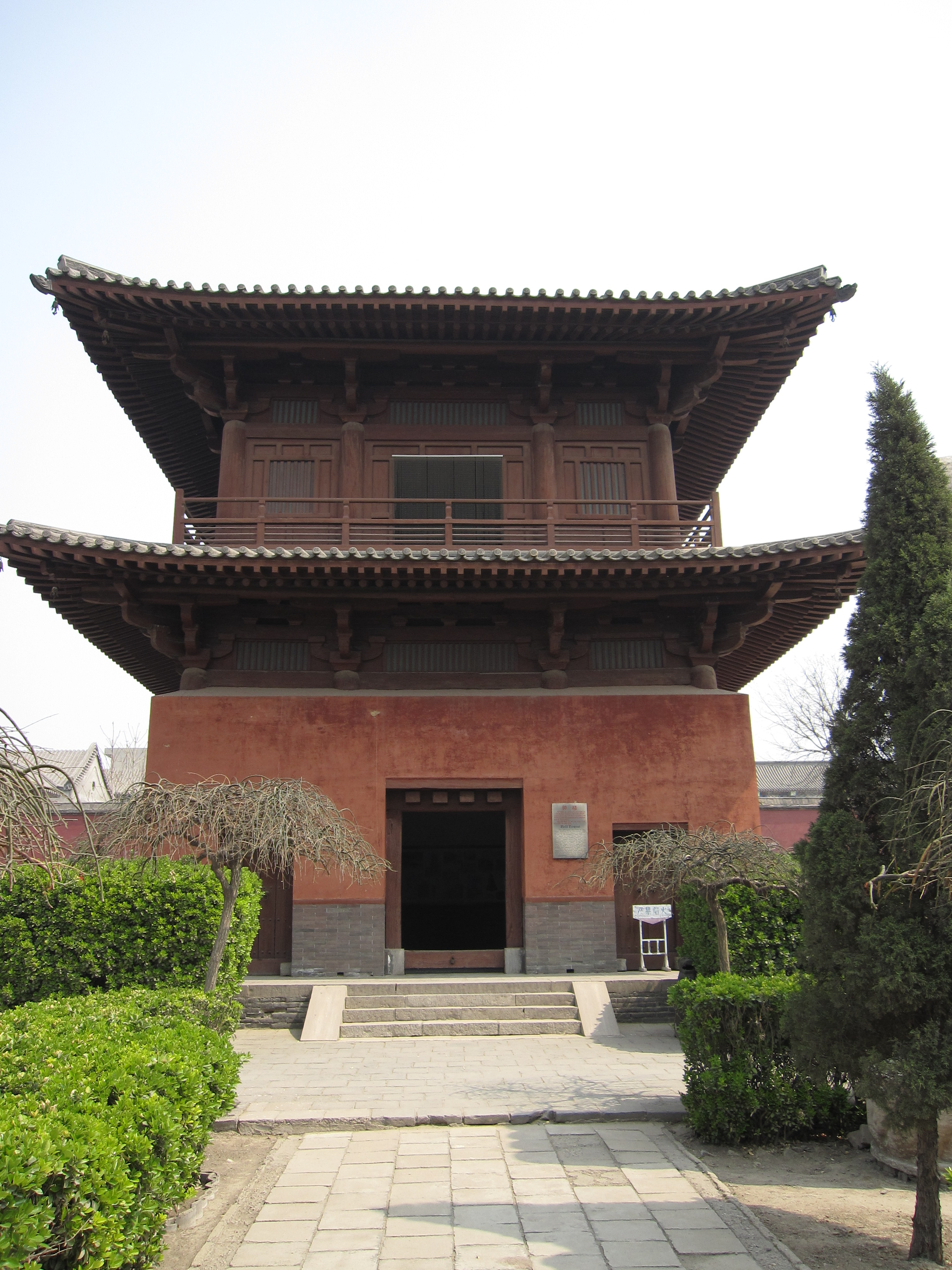
钟楼
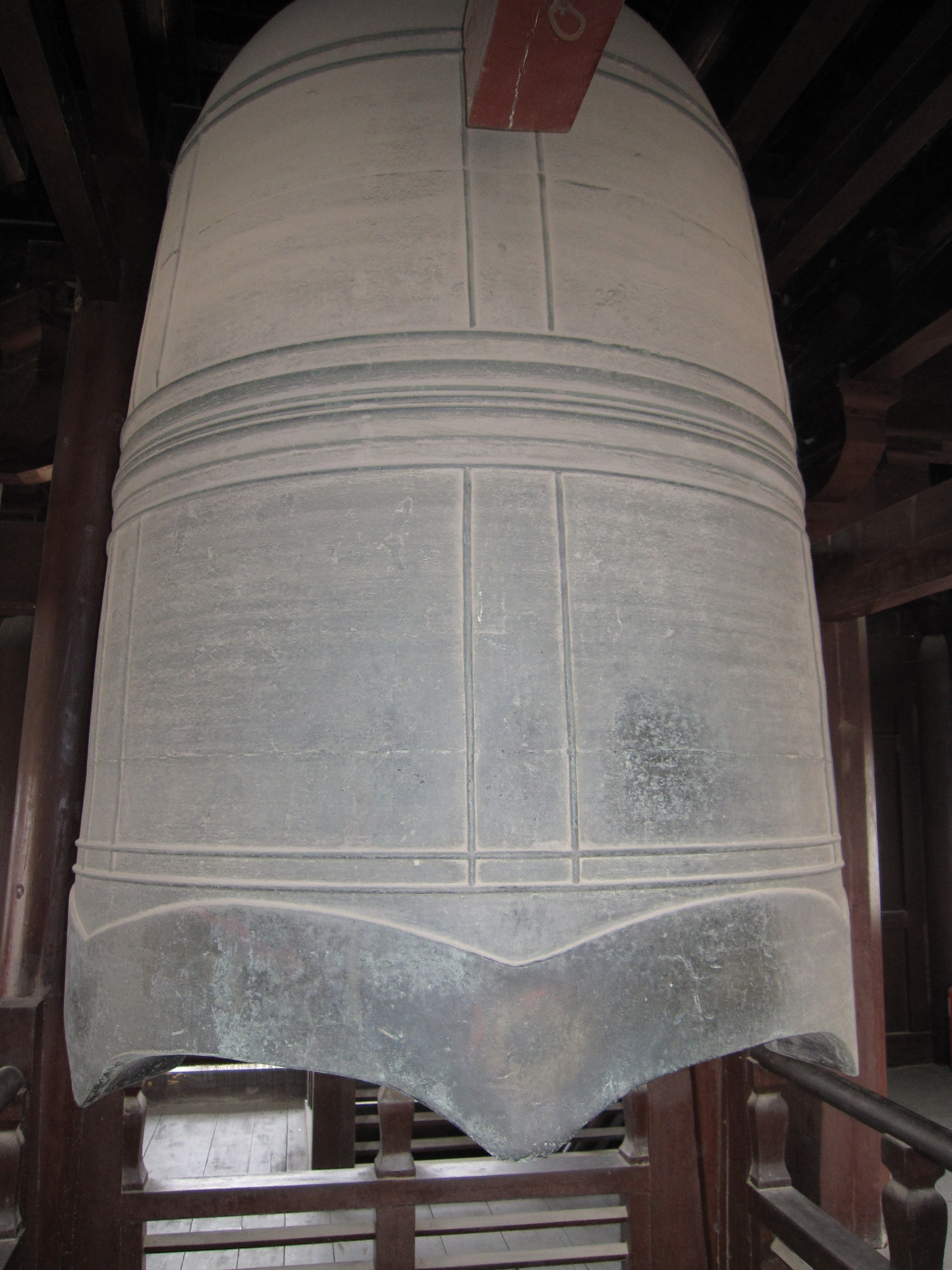
铜钟
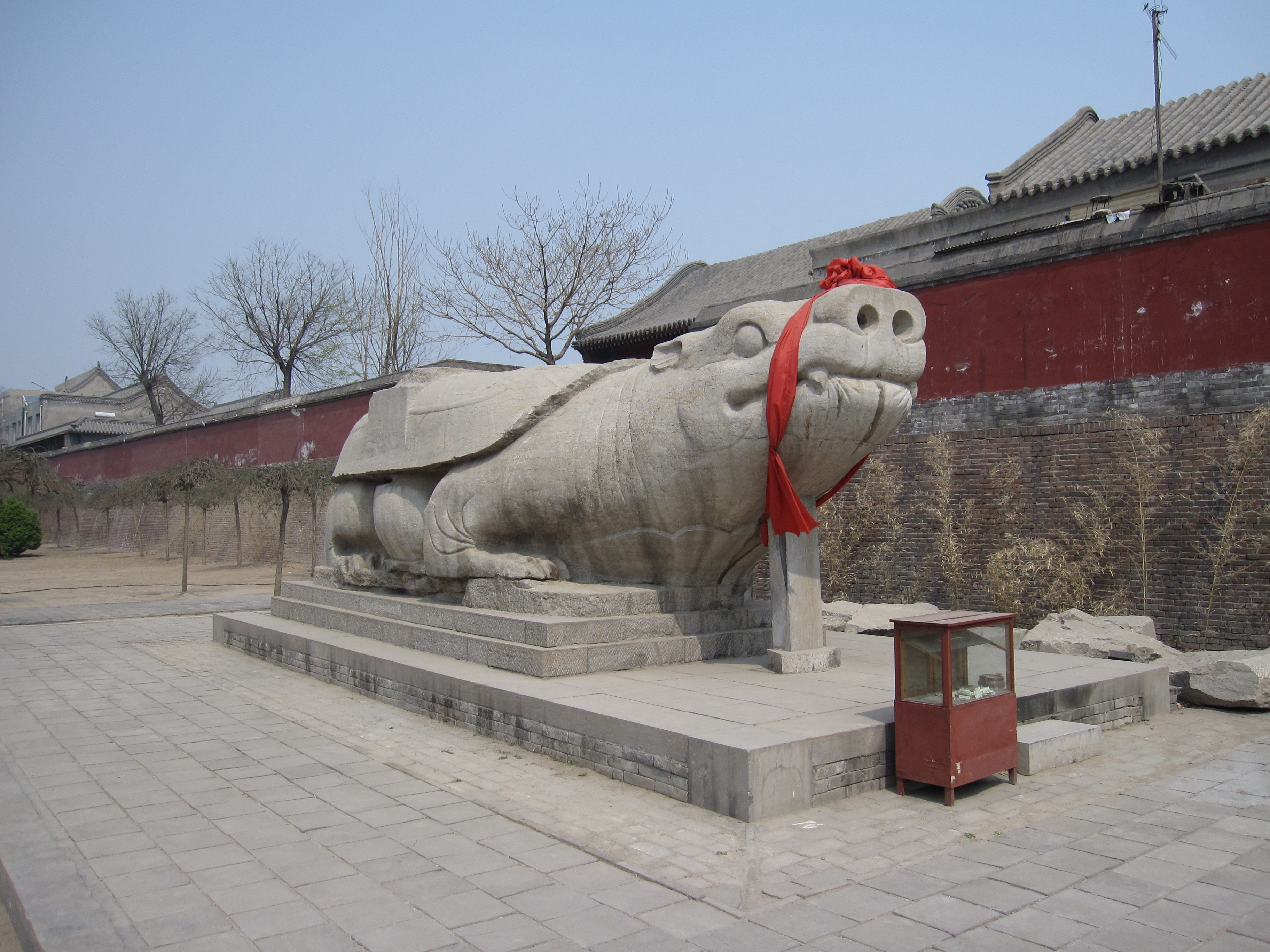
石赑屃
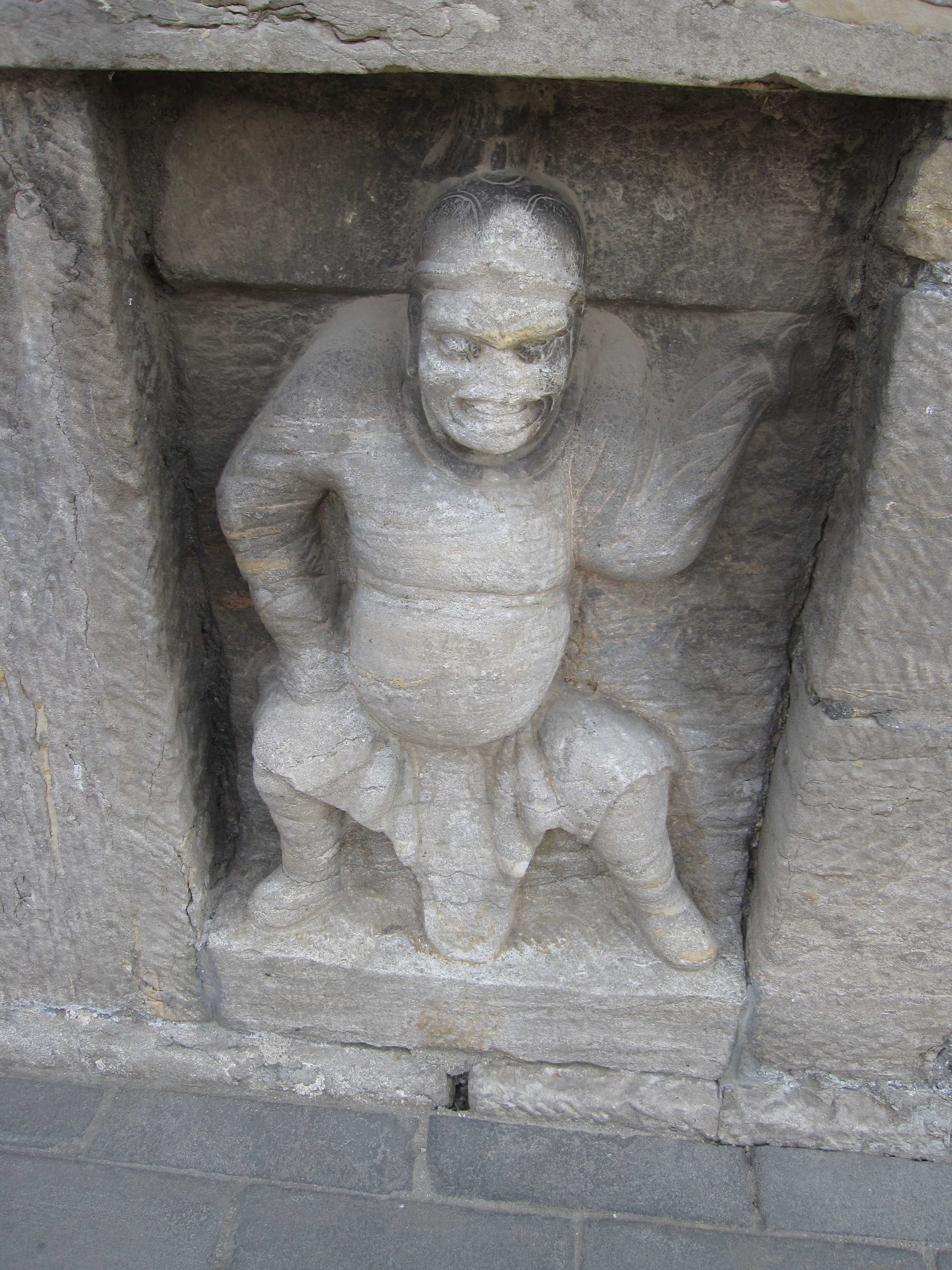
塔基造像
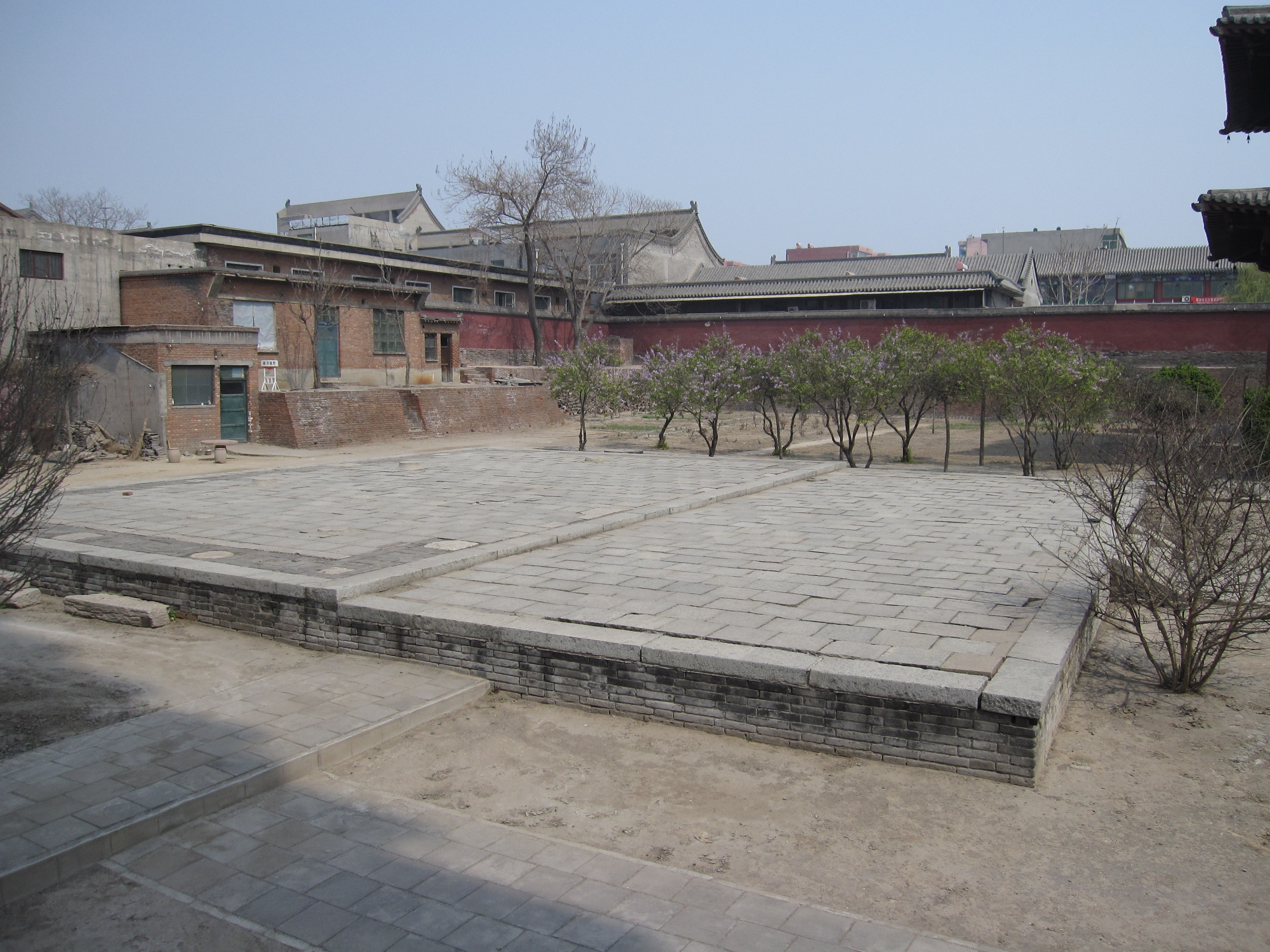
法船殿遗址
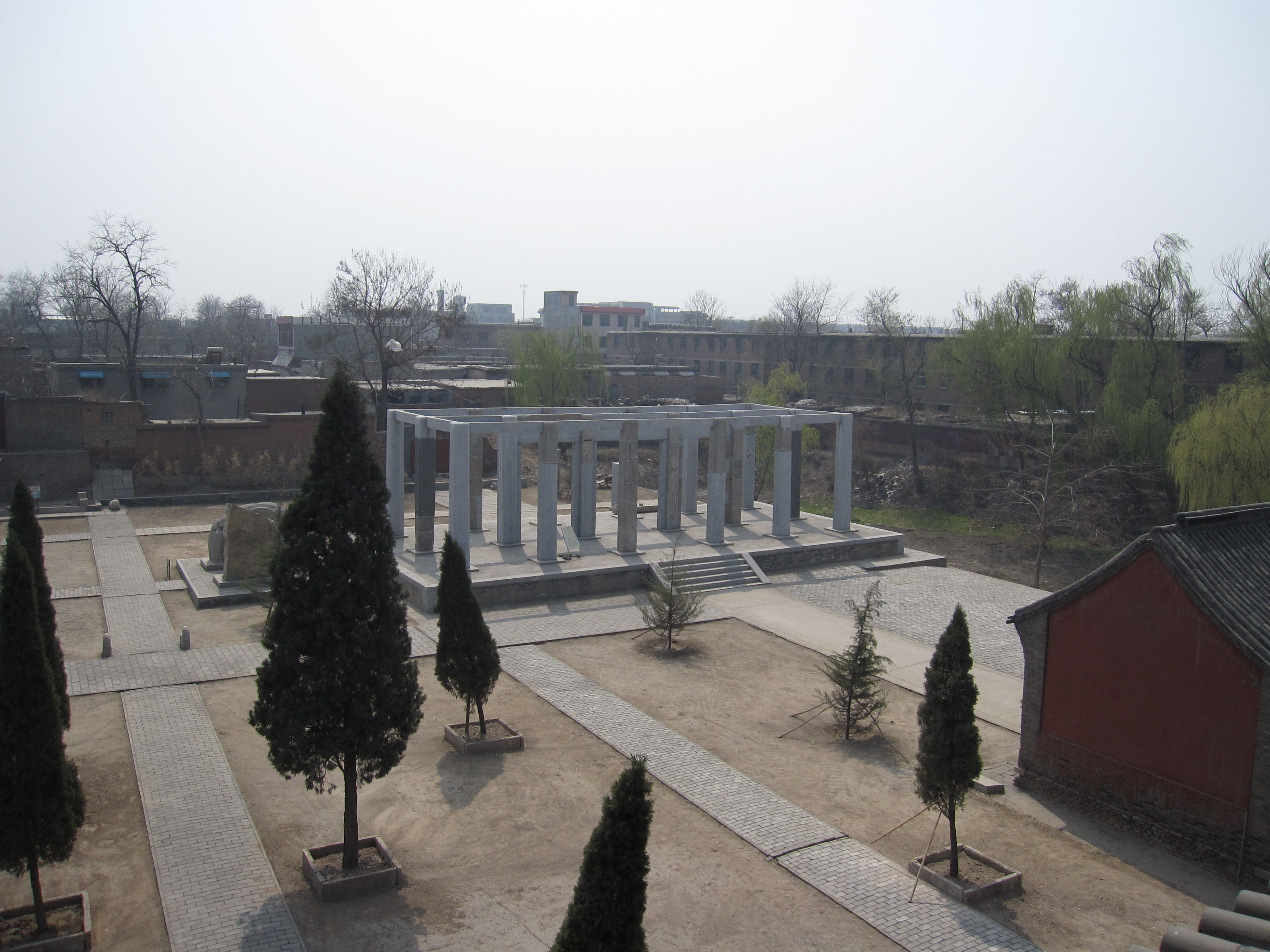
天王殿遗址